# Кулакова, Любовь Ивановна
Любовь Ивановна Кулакова (14 августа 1906, Нижний Новгород — 22 июля 1972, Ленинград) — советский литературовед, специалист по русской литературе XVIII в., доктор филологических наук, профессор кафедры русской литературы Ленинградского педагогического института имени А. И. Герцена, заслуженный деятель науки Удмуртской АССР.

## Биография
Любовь Ивановна Кулакова родилась 14 августа 1906 году в Нижнем Новгороде. В 1927 году закончила Северо-Кавказский университет. В 1940 году защитила в ИРЛИ кандидатскую диссертацию на соискание ученой степени кандидата филологических наук на тему «Ранний русский сентиментализм». Впоследствии диссертация переросла в одноимённое исследование. В 1939—1941 годах Л. И. Кулакова была доцентом Курского пединститута. В 1941 году она отправилась в эвакуацию в Удмуртскую АССР. В 1941—1943 годах в г. Сарапуле преподавала в спецшколе ВВС, работала учителем в средней школе, а также консультантом заочного отделения Удмуртского государственного педагогического института. В 1943—1947 годах является завкафедрой литературы в УГПИ, занимается чтением научно-популярных лекций на предприятиях Ижевска и в госпиталях, сотрудничает с местными газетами. В 1947 году Любовь Ивановна вернулась в Ленинград, где стала заведующей кафедрой литературы в Ленинградском педагогическом институте им. М. Н. Покровского. Вскоре после этого ВУЗ был объединен с Ленинградским педагогическим институтом им. А. И. Герцена, и Кулакова стала профессором и заведующей кафедрой русской литературы. Была научным руководителем цикла «Русская литература до XIX в.», разработанным для факультета повышения квалификации преподавателей педагогических институтов. Во многом благодаря её усилиям ЛГПИ им. А. И. Герцена стал всероссийским центром повышения квалификации для преподавателей, работающих в соответствующей области литературоведения. В 1946 году выступила в ВКП(б). В 1951 году Л. И. Кулакова защитила докторскую диссертацию «Радищев и вопросы художественного творчества в русской литературе XVIII в. (Из истории русской эстетической мысли)».

## Научная деятельность
Л. И. Кулаковой была впервые предложена идея том, что русский классицизм являлся просветительском направлением и далеко не всегда сугубо рационалистическим. Русский сентиментализм в её работах предстает как вполне самодостаточное, независимое от западно-европейских образцов явление, зародившееся в конце 1750 — начале 1760-х годах, а уже с 1770-х годов оказывавшее влияние на классицистов. Многие разделы её кандидатской диссертации вошли в учебники для вузов и в соответствующий том академической «Истории русской литературы» в 10 томах. Основным объектом её научных изысканий в 50-е годы был А. Н. Радищев. Изучению его творчества посвящена докторская диссертация Л. И. Кулаковой. В докторской диссертации также затрагиваются философские и социально-политические взгляды Н. М. Карамзина. Новизна подхода заключается, прежде всего, в отказе от образа Карамзина-консерватора и реакционера и более объективном рассмотрении его вклада в русскую культуру. Кулаковой принадлежит заслуга обнаружения и публикации первой русской литературно-полемической поэмы «Бой стихотворцев» Я. Б. Княжнина, а также издание «Стихотворений» М. Н. Муравьева, первого по-настоящему полного собрания произведений поэта.
Л. И. Кулакова является автором научно-популярных работ о писателях XVIII в. — И. А. Крылове, Я. Б. Княжнине, П. А. Плавильщикове, А. Н. Радищеве, Д. И. Фонвизине.

## Основные работы
- М. Н. Муравьев // Ученые записки ЛГУ. Серия филологических наук. 1939. Вып. 4. С. 4-42.
- Иван Андреевич Крылов. Жизнь и творчество. Ижевск: Удмуртиздат, 1944.
- Александр Николаевич Радищев. Очерк жизни и творчества. Л.: Лениздат, 1949.
- Яков Борисович Княжнин. 1742—1791. М.-Л.: Искусство, 1951.
- Петр Алексеевич Плавильщиков. 1760—1812. М.-Л.: Искусство, 1952.
- О некоторых вопросах эстетики М. В. Ломоносова // Ученые записки ЛГПИ. 1954. Т. 9. Вып. 3.
- Из истории создания и судьбы великой книги (новые материалы о Радищеве) // Ученые записки ЛГПИ.1956. Т. 18. Вып. 5.
- О некоторых особенностях творческого метода А. Н. Радищева // Ученые записки ЛГПИ.1961. Т. 21. Вып. 9.
- А. Н. Радищев о М. В. Ломоносове // Литературное творчество М. В. Ломоносова. Исследования и материалы. М.-Л., 1962[1].
- Денис Иванович Фонвизин. Л.: Просвещение, 1966.
- Очерки истории русской эстетической мысли XVIII в. Л.: Просвещение, 1968.
- А. Н. Радищев «Путешествие из Петербурга в Москву». Л.: Просвещение, 1974. (в соавт. с В. А. Западовым)[3].